# Friedrich Zuschlag
Friedrich Zuschlag (* 19. März 1910 in Hanau; † 14. Juni 1940 bei Sedan) war ein deutscher Verwaltungsjurist und Landrat.

## Leben
Friedrich Zuschlag, Sohn eines Landesobermedizinalrates, war 1933 Regierungsreferendar in Kassel. Am 1. Mai 1933 trat er der NSDAP bei. Im März 1936 erfolgte die Ernennung zum Regierungsassessor und Tätigkeit am Landratsamt in Schweidnitz. Im März 1937 wurde Zuschlag an das Polizeipräsidium Berlin versetzt. Im April 1938 wurde er für die Bezirksregierung Arnsberg tätig.
Zum 1. November 1938 wurde Friedrich Zuschlag die Vertretung des Landrates im Kreis Wittgenstein übergeben. Zuschlag war ursprünglich nicht als neuer Landrat vorgesehen. Erst als sich Innenministerium und Gauleitung auf keinen Nachfolger einigen konnten, schlug Gauleiter Josef Wagner am 22. März 1939 Zuschlag für die Wiederbesetzung vor, womit sich das Innenministerium einverstanden erklärte und die bisherige Abordnung in eine Versetzung im Mai 1939 umwandelte. Im Juni 1939 wurde er Regierungsrat und am 16. Oktober 1939 kommissarisch mit der Leitung des Kreises Wittgenstein beauftragt. 
Im Februar oder Mai 1940 wurde er zur Wehrmacht (Feldwebel und Reserveoffiziersanwärter) eingezogen. Er fiel am 14. Juni 1940 bei Sedan.
Im März 1943 wurde Friedrich Zuschlag mit Wirkung vom 1. Juni 1940 nachträglich zum Landrat in Wittgenstein ernannt. Er heiratete am 12. September 1936 in Bonn Wera geb. Gütschow.